# Diego Cavalieri
Diego Cavalieri (São Paulo, 1982. december 1.) brazil labdarúgókapus, 2019-től a Botafogo kapusa.

## Pályafutása

### Palmeiras
A brazil csapat első csapatánál 2002-ben védett először, az ott töltött idő alatt több mint 100 mérkőzésen szerepelt.

### Liverpool
A dél-amerikai hálóőr 2008. július 11-én írt alá négy évre a Liverpoolhoz, vételi ára 3,5 millió font volt. Habár José Reina mögött csak a második számú kapus a csapatnál, az 1-es számú mezt kapta meg (a korábbi 64-es után). A klub története során ő a harmadik brazil játékos Fábio Aurélio és Lucas Leiva után.
Tétmérkőzésen a Crewe Alexandra elleni Ligakupa-találkozón debütált 2008. szeptember 23-án, melyet a vörösök 2–1-re megnyertek.
A bajnokságban csak a kispadon kapott lehetőséget, összesen pedig 10 tétmérkőzésen védett.

### Cesena
2010. augusztus 26-án csatlakozott az olasz Cesena csapatához.

### Fluminense
A ballábas kapu 2011-ben visszatért hazájába, Brazíliába, az első osztályú Fluminenséhez.

## Statisztika
Utoljára frissítve: 2011. szeptember 20.
| Klub       | Szezon    | PL      | PL      | FA-kupa      | FA-kupa      | Ligakupa | Ligakupa | UEFA     | UEFA     | Egyéb | Egyéb | Összesen | Összesen |
| Klub       | Szezon    | Meccs   | Gól     | Meccs        | Gól          | Meccs    | Gól      | Meccs    | Gól      | Meccs | Gól   | Meccs    | Gól      |
| ---------- | --------- | ------- | ------- | ------------ | ------------ | -------- | -------- | -------- | -------- | ----- | ----- | -------- | -------- |
| Liverpool  | 2008–09   | 0       | 0       | 1            | 0            | 2        | 0        | 1        | 0        | —     | —     | 4        | 0        |
| Liverpool  | 2009–10   | 0       | 0       | 1            | 0            | 2        | 0        | 1        | 0        | —     | —     | 4        | 0        |
| Liverpool  | 2010–11   | 0       | 0       | 0            | 0            | 0        | 0        | 2        | 0        | —     | —     | 2        | 0        |
| Összesen   | 2008–2010 | 0       | 0       | 2            | 0            | 4        | 0        | 4        | 0        | 0     | 0     | 10       | 0        |
| Klub       | Szezon    | Serie A | Serie A | Coppa Italia | Coppa Italia | —        | —        | UEFA     | UEFA     | Egyéb | Egyéb | Összesen | Összesen |
| Klub       | Szezon    | Meccs   | Gól     | Meccs        | Gól          | Meccs    | Gól      | Meccs    | Gól      | Meccs | Gól   | Meccs    | Gól      |
| Cesena     | 2010–11   | 0       | 0       | 1            | 0            | —        | —        | —        | —        | —     | —     | 4        | 0        |
| Klub       | Szezon    | CBSA    | CBSA    | Brazil Kupa  | Brazil Kupa  | —        | —        | CONMEBOL | CONMEBOL | Egyéb | Egyéb | Összesen | Összesen |
| Klub       | Szezon    | Meccs   | Gól     | Meccs        | Gól          | Meccs    | Gól      | Meccs    | Gól      | Meccs | Gól   | Meccs    | Gól      |
| Fluminense | 2011      | 13      | 0       | 0            | 0            | —        | —        | 0        | 0        | ?     | ?     | 13       | 0        |

## Magánélet
Ahogy a neve is sugallja, Cavalierinek olasz felmenői is vannak. A brazil mellett rendelkezik olasz útlevéllel is.